# Simon Robert
Simon Robert (Doornik, ca. 1490 - Aigle, kanton Vaud, 1533) was een katholiek priester die calvinist werd.

## Levensloop
Tijdens zijn studies leerde Robert Hebreeuws. Tot priester gewijd, werd hij pastoor van een Doornikse parochie. Hij maakte kennis met Guillaume Farel, Martin Bucer en Wolfgang Capiton, en behoorde tot de eerste gezellen van het Cenakel van Meaux. Hij bekeerde zich weldra tot het protestantisme en verliet Doornik.
Hij vestigde zich eerst in Straatsburg, waar hij in 1526 trouwde met Marie d'Ennetières. Ze vestigden zich in het Zwitserse kanton Vaud, eerst in Bex, daarna in Aigle, waar hij van 1528 tot aan zijn dood als dominee werkzaam was.